# Putziger Kämpe
Die Putziger Kämpe (polnisch Kępa Pucka, Kaschubisch: Pùckô Kãpa) ist mit rund 71 km² die größte Kämpe im Kaschubischen Land (Pobrzeże Kaszubskie).

## Geographie
Die Putziger Kämpe liegt nordnordwestlich von Danzig und südlich von Putzig („Puck“) an der Küste der Putziger Wiek („Zatoka Pucka“). Geologisch ist sie Teil einer flachen Grundmoränenplatte. Die Putziger Kämpe ist weitgehend eben, flacht sich aber von Süden nach Norden deutlich bis auf 20 m ab. Das Gebiet dieser Kämpe wird im Norden durch das Putziger Moor („Puckie Błota“) und den kleinen Fluss Plutnitz begrenzt, im Westen vom Waldkomplex Darsluber Forst („Puszcza Darżlubska“) und im Süden von dem Fluss Rheda. Das größte Fließgewässer der Kämpe ist die Gisdepka („Gizdepka“).
Nach Süden trennt der Brücksche Bruch die Putziger Kämpe von der Oxhöfter Kämpe. Zwischen Oslanin und Putzig fällt die Putziger Kämpe mit einem Steilufer zur Ostsee ab.
Über die Kämpe verlaufen die Eisenbahnlinie Reda-Hela und die Woiwodschaftsstraße Nr. 216.

Panorama der Putziger Kämpe

## Ortschaften auf der Kämpe
| Polnischer Name | Deutscher Name | Kaschubischer Name |
| --------------- | -------------- | ------------------ |
| Celbowo         | Celbau         | Celbòwò            |
| Darżlubie       | Darslub        | Darżlëbié          |
| Mrzezino        | Bresin         | Mrzeżëno/Brzeżëno  |
| Połchowo        | Polchau        | Pôłchòwò           |
| Puck            | Putzig         | Pùck/Pùckò         |
| Rzucewo         | Rützau         | Rzucewò            |
| Smolno          | Schmolln       | Smòlëno/Smòlno     |
| Żelistrzewo     | Sellistrau     | Żelëstrzewò        |